# 羅默斯巴赫河
49°59′56.41″N 9°3′24.18″E / 49.9990028°N 9.0567167°E

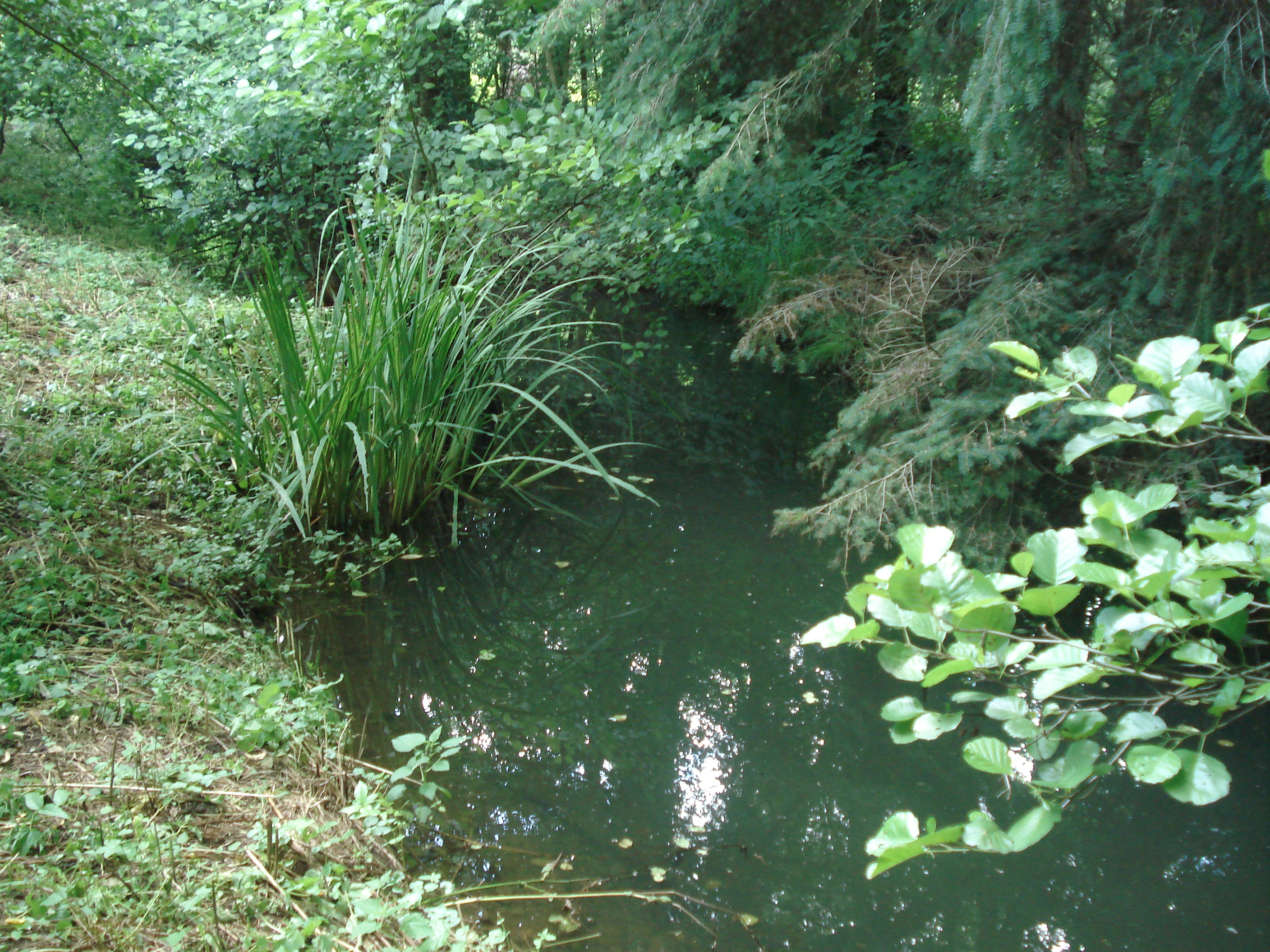

羅默斯巴赫河是德國的河流，位於該國東南部，由巴伐利亞負責管轄，屬於蓋施普倫茨河的左支流，河道全長2.7公里，流域面積2.4平方公里，流經阿沙芬堡縣。